# Arhaconotus vietnamicus
Arhaconotus vietnamicus är en stekelart som beskrevs av Sergey A. Belokobylskij 2001. Arhaconotus vietnamicus ingår i släktet Arhaconotus och familjen bracksteklar. Inga underarter finns listade.